# August von Forell
August Adolf Georg von Forell (* 5. Dezember 1813 in Strünkede; † 2. Juli 1891 in Sankt Ulrich) war ein preußischer Generalmajor und Inspekteur der 5. Festungsinspektion.

## Leben

### Herkunft
August war ein Sohn des Oberlandessyndikus und Herrn auf Strünkede Friedrich von Forell (1777–1846) und dessen Ehefrau Karoline, geborene Freiin von Paland-Osterveen (1780–1853). Sein Bruder Friedrich (1811–1872) war preußischer Landrat.

### Militärkarriere
Forell besuchte das Gymnasium in Bochum und trat am 2. Dezember 1831 als Pionier in die 8. Pionier-Abteilung der Preußischen Armee ein. Zur Ausbildung absolvierte er vom 1. Oktober 1832 bis zum 30. September 1835 die Vereinigte Artillerie- und Ingenieurschule, avancierte am 2. Oktober 1834 Sekondeleutnant und wurde der 3. Ingenieur-Inspektion aggregiert. Am 24. März 1838 wurde er mit Patent vom 12. Oktober 1834 in die 3. Ingenieur-Inspektion einrangiert. Am 5. Oktober 1838 erfolgte seine Ernennung zum Adjutanten der 4. Pionier-Abteilung und in gleicher Eigenschaft war er ab Mitte September 1840 bei der 3. Pionier-Inspektion tätig. Ende November 1841 wurde Forell zur Fortifikation in Koblenz kommandiert, kehrte zum 1. Oktober 1845 in seine Stammabteilung zurück und stieg Ende März 1847 zum Premierleutnant auf. Forell kam am 1. Mai 1848 zur Fortifikation in Minden und anschließend am 1. November 1849 nach Jülich. Als Hauptmann folgten Verwendungen bei der Fortifikation in Wesel und Mainz. Am 1. November 1856 kam er als Ingenieuroffizier vom Platz nach Wittenberg, stieg Anfang November 1859 zum Major und wurde am 5. September 1861 als Ingenieuroffizier vom Platz nach Danzig versetzt. Am 25. Juni 1864 zum Oberstleutnant befördert, war er ab dem 30. Januar 1866 Inspekteur der 5. Festungs-Inspektion.
Bei der Mobilmachung anlässlich des Deutschen Krieges kam Forell am 18. Mai 1866 als 1. Ingenieuroffizier zur Elbarmee und nahm an den Kämpfen bei Hühnerwasser, Münchengrätz sowie Königgrätz teil. Für sein Wirken erhielt er am 20. September 1866 den Kronen-Orden III. Klasse mit Schwertern und wurde am 31. Dezember 1866 mit Patent vom 30. Oktober 1866 zum Oberst befördert. Anlässlich des Ordensfestes zeichnete man Forell im Januar 1870 mit dem Roten Adlerorden III. Klasse mit Schleife aus und am 18. August 1871 wurde ihm der Charakter als Generalmajor verliehen. Kurz darauf wurde er am 21. September 1871 mit Pension zur Disposition gestellt und ihm am 12. Juli 1881 seine Abschied mit der bisheriger Pension gewährt. Er starb am 2. Juli 1891.
Der Generalleutnant von Borke schrieb 1865 in seiner Beurteilung: „Der Oberstlieutenant von Forell ist ein wohl unterrichteter, umsichtiger und pflichttreuer Offizier, der sich mit rühmlichen Eifer seinem viel umfassenden Wirkungskreis widmet und das Allerhöchste widmete und das Allerhöchste Interesse über mit Energie und Sachkenntnis vertritt. Er ist dabei sehr rüstig und vollkommen felddienstfähig und hat bei der in diesem Jahre zur Ausführung gekommenen Armierung der Seefronten von Neufahrwasser gezeigt, daß er auch unter recht schwierigen Verhältnissen sich die Ruhe in der oberen Leitung zu bewahren weiß, die für seinen Wirkungskreis mehr wie in vielen anderen Stellungen durchaus erforderlich ist. Ich halte ihn deshalb besonders zu einer Beförderung in eine höhere Stellung geeignet. Sein Verhalten persönlich seinen Untergebenen gegenüber ist maßvoll und verbindet Wohlwollen mit der im dienstlichen Interesse erforderlichen Strenge. Sein Privatleben ist musterhaft, seine Finanzen sind geordnet.“

### Familie
Forell heiratete am 4. September 1860 in Magdeburg Elvire Reußner (1839–1870) und nach deren Tod Josephine Nestler (* 1833). Beide Ehe blieben kinderlos. Dagmar von Gersdorff geb. von Forell ist eine Ururenkelin.